# 敦姓
敦姓，一個中文姓氏。

## 來源
- 1、出自姬姓。中國傳說人物黄帝裔孙封于敦，后被鄭國灭，子孙以地名为氏。
- 2、清朝时满洲人使用的汉姓。

## 外部連結
[在维基数据编辑]
 《欽定古今圖書集成·明倫彙編·氏族典·敦姓部》，出自陈梦雷《古今圖書集成》